# Carex dissitispicula
Carex dissitispicula är en halvgräsart som beskrevs av Jisaburo Ohwi. Carex dissitispicula ingår i släktet starrar, och familjen halvgräs. Inga underarter finns listade i Catalogue of Life.